# Afeidas
Afeidas (en grec antic Ἀφείδας) fill d'Oxintes, va ser el catorzè rei llegendari d'Atenes. Tenia un germà anomenat Timetes.
Quan va morir el seu pare, el tretzè rei d'Atenes, com a fill gran el va succeir, però el seu regnat només va durar un any, ja que Timetes, envejós, va obtenir el poder per la força i el va matar, segons Pausànias.